# Svenska Facklärarförbundet
Svenska Facklärarförbundet var ett svenskt fackförbund som bildades 31 augusti 1948. Förbundet organiserade bland annat lärare i övningsämnen, yrkeslärare och speciallärare.

## Historik
Svenska Facklärarförbundet bildades 1948 och var anslutet till TCO. Förbundet gick samman med Sveriges Lärarförbund den 1 januari 1991 och bildade Lärarförbundet.

## Ordförande
- 1948–1949 Axel Karlbom
- 1949-1962 Ruth Ager
- 1962-1971 Einar Khans
- 1971-1977 Tor Alm
- 1977-1980 Gunnar Rundgren
- 1980-1990 Christer Romilsson